# Gretel Schulte-Hostedde

Gretel Schulte-Hostedde, um 1960

Gretel Schulte-Hostedde (* 12. August 1902 in Brühl (Rheinland); † 8. September 1973 ebenda) war eine deutsche Bildhauerin und Keramikerin. Ihre Arbeiten sind zumeist aus gebranntem Ton. Sie pflegte einen organischen Stil und schuf neben figürlichen Plastiken und Reliefs vor allem selbst glasierte Gefäße in Aufbaukeramik.

## Leben und Werk
Nach dem Schulbesuch in Brühl begann Schulte-Hostedde 1919 eine Ausbildung an der Kunstgewerbeschule Köln (ab 1926: Kölner Werkschulen), u. a. in der Bildhauerklasse bei Wolfgang Wallner und Georg Grasegger. Ihre Mitschülerin und Freundin ab 1924 war Hilde Broër. Mit ihr besuchte sie ab 1925 die dortige Keramikklasse bei Dorkas Reinacher-Härlin, wo u. a. Freidrehen auf der Töpferscheibe unterrichtet wurde. 1927 schloss sie in Köln ab; im selben Jahr übersiedelte sie mit Hilde Broër nach Berlin.
Nach selbstständiger Arbeit in einem Atelier begann sie ab Oktober 1929 ein weiteres Studium an den Vereinigten Staatsschulen für Freie und Angewandte Kunst (VSS), in der Klasse Gies. Ludwig Gies war Professor für Plastik in der Abteilung Angewandte Kunst. Zu den dort üblichen, fächerübergreifenden Kursen zählte auch die Werkstatt für Keramik von Otto Douglas Douglas-Hill, der mit Glasuren und Fayencemalerei experimentierte und vor allem das Aufbauen lehrte. Schulte-Hostedde und Broër schlossen, vermutlich in der Zeichenklasse von Emil Orlik, mit der Malerin Hanna Nagel Freundschaft. 1931 machte Schulte-Hostedde an den VSS ihren Abschluss, danach bis etwa 1938 arbeitete sie, wohl zusammen mit der Studienkollegin Dorothea Peipers, selbständig vor allem an Bauplastiken und Reliefs in Berlin. Dabei bekam sie Aufträge u. a. von Bruno Paul und von den Deutschen Werkstätten in Dresden-Hellerau. Für Projekte des Architekten Fritz August Breuhaus de Groot entstand Baukeramik. Um 1940 kam es zur Zusammenarbeit mit den HB-Werkstätten von Hedwig Bollhagen in Marwitz. Gretel Schulte-Hostedde entwarf für HB einfaches Gebrauchsgeschirr, der Maler Charles Crodel glasierte und dekorierte dort einige ihrer Stücke. Stilistisch beeinflusst wurde sie durch Gefäßkeramik von Jan Bontjes van Beek, der 1933–1943 in Berlin eine Werkstatt betrieb, und von Max Ernst, mit dessen Familie in Brühl sie befreundet war.
Ihre entschiedene Ablehnung der nationalsozialistischen Ideologie, Kontakte zu antifaschistischen Kreisen und ihr Interesse an der Anthroposophie brachten sie in Widerspruch zum offiziellen Kunstbetrieb. So war sie zunehmend auf Bekannte und Freundinnen angewiesen. 1943 verlor sie Habseligkeiten und Arbeiten bei einem Bombenangriff in Berlin und übersiedelte nach Karlsruhe, wo ihre Wohnung Herbst 1944 erneut ausgebombt wurde.
Ein beruflicher Neuanfang gelang ihr 1946 als freie Mitarbeiterin bei der Staatlichen Majolika-Manufaktur in Karlsruhe. In der Folgezeit entstanden Leuchter, Vasen, Essgeschirr, Blumenkübel, Vogelbecken, Reliefs, Wandbilder, Putzkeramiken, vollplastische Arbeiten (Tauben, Engel, weibliche Figuren) und viele andere Unikate, daneben 345 eigenhändig glasierte Kleinserien und 17 über Gipsformen reproduzierte Entwürfe im Programm der Manufaktur.
Gretel Schulte-Hosteddes Arbeiten tragen häufig als Marke ihre Initialen „SH“.

## Schriften
- Tongefäße frei aufgebaut. In: Bauen und Wohnen, 5. Jahrgang 1950, Heft 4, S. 222 f.
- Putzkeramik. In: Werkkunst, 12. Jahrgang 1951, Heft 1, S. 4 f.

## Auszeichnungen
Über ihre Erfolge in den Berliner Jahren ist nichts überliefert. 1957 erhielt sie den Staatspreis Gestaltung Kunst Handwerk des Landes Baden-Württemberg, 1962 eine Silbermedaille auf der III. Internationalen Keramikausstellung in Prag für eine „Taube“ (Entwurf 1950).

## Ausstellungen, Museen

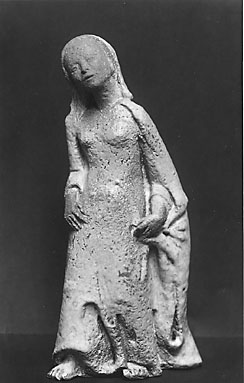
Mädchenplastik, Ton, um 1944

In den 1950er bzw. 1960er Jahren war sie bei den meisten Fachmessen und Ausstellungen des deutschen und speziell baden-württembergischen Kunsthandwerks beteiligt, z. B. in Stuttgart und Karlsruhe, in Cannes, Faenza, Madrid, Amsterdam, Gmunden, Syracuse (N. Y.), Prag und Nizza, auf den Mailänder Triennalen 1951 und 1954, auf der Brüsseler Weltausstellung 1958. 1967 zeigte sie Gartenkeramiken auf der Bundesgartenschau in Karlsruhe. 1983 widmete ihr die Geburtsstadt Brühl eine Gedenkausstellung. 2002/2003 gab es zum 100. Geburtstag eine kleine Werkschau im Badischen Landesmuseum Karlsruhe, im Foyer des Museums beim Markt.
Ihre frühesten Arbeiten finden sich in Privatbesitz; eine Kleinplastik „Kniende“ ist seit 1930 im Märkischen Museum Berlin. Weitere Werke stehen u. a. im Max-Ernst-Kabinett der Stadt Brühl; das Badische Landesmuseum Karlsruhe bewahrt eine große Zahl im Bestand der Majolika-Manufaktur. Im Museum für Kunsthandwerk Leipzig (Grassimuseum), in den Sammlungen der HB-Werkstätten in Marwitz und im Keramikmuseum Berlin sind weitere vorhanden.